# Джон Мак-Каллох
Джон Рамсей Мак-Куллох (англ. John Ramsay McCulloch; 1 березня 1789 м. Уіторн, Шотландія — 11 листопада 1864, м. Лондон, Англія) — шотландський економіст, автор і редактор, який вважався лідером Рікардської школи економістів після смерті Давида Рікардо в 1823 році. Його призначили першим професором політичної економії в Університетському коледжі Лондона в 1828 р. Він широко писав про економічну політику та був першопрохідцем у зборі, статистичному аналізі та публікації економічних даних.

## Біографія
Син дрібного землевласника. Вивчав право в Единбурзькому університеті, але не закінчив навчання.
У 1818—1820 рр. переїхав до Лондона, редагував газету «The Scotsman». У 1816—1837 рр. співпрацював в популярному щоквартальному журналі «Единбурзький огляд» (англ. «Edinburgh Review»), де опублікував велику кількість економічних статей.
У 1828 році був призначений професором в незадовго перед цим заснованому університетському коледжі Лондона, але через відсутність у коледжу фінансових коштів, призначення не здійснилося.
У 1838 році отримав безстрокову посаду керівника канцелярією Її Величності. У діяльності цього департаменту майже не брав участі, продовжував видавати книги і памфлети на економічні теми, відмовившись від епізодичної журналістики.
Мак-Куллох помер у 1864 році і похований на Бромптонському цвинтарі, Лондон.

## Кар'єра
Мак-Куллох зібрав ранню літературу про політичну економію та писав про сферу і методи економіки та історію економічної думки. Після смерті його бібліотеку придбав лорд Оверстоун і врешті подарував університету Редінга. Він був учасником Лондонського клубу політичної економії, заснованого Джеймсом Міллєм та колом друзів у 1821 році для постійного обговорення основних принципів політичної економії.
Твори Мак-Куллоха включають підручник «Принципи політичної економії з ескізом піднесення та прогресу науки» (Единбург, 1825). Ця книга містить пам'ятну дискусію про походження прибутку чи зацікавленості у справі з бочками нового вина. Припустимо, що в підвал кладуть бочки з новим вином, вартістю 50 фунтів стерлінгів, і що наприкінці дванадцяти місяців він коштує 55 фунтів стерлінгів, питання полягає в тому: чи варто 5 фунтів додаткової вартості надавати вино вважатиметься компенсацією за час, коли було зафіксовано 50 фунтів стерлінгів, чи слід вважати цінністю додаткової праці, фактично закладеної у вині? Це питання досі використовується в обговоренні трудової теорії вартості та пов'язаних з цим питань. Мак-Куллох використав це для того, щоб продемонструвати, що "час сам по собі не може дати ефекту; він просто дає простір для дійсно ефективних причин, і тому зрозуміло, що це не може мати нічого спільного з цінністю.

## Наукові роботи
- Нарис про зменшення відсотків державного боргу, 1816 рік.
- Про принципи Рікардо політичної економії та оподаткування, 1818 рік
- Податки та закони про кукурудзу, 1820 рік
- Думки панів. Скажіть, Сісмонді та Мальтус про вплив машин та накопичення, 1821 рік
- Про комбіновані закони, обмеження еміграції, 1824 рік
- Французький закон про правонаступництво, 1824 рік
- Дискурс про підйом, прогрес, особливості та значення політичної економії, 1824 рік [3]
- Принципи політичної економії з ескізом піднесення та прогресу науки, 1825 рік
- Нарис обставин, що визначають норму заробітної плати та стан робочих класів, 1826 рік
- Про комерційні ревульсії, 1826 рік
- Скасування законів кукурудзи, 1826 рік
- Про бідні закони, 1828 рік
- Підйом, прогрес, сучасний стан та перспективи британського бавовняного виробництва, 1827 рік
- Вступ до розслідування природи та причин багатства націй Адама Сміта (ред. Дж. Р. Мак-Куллох), 1828 рік.
- Література політичної економії,1845 рік[4]